# Montreuil-aux-Lions
Montreuil-aux-Lions är en kommun i departementet Aisne i regionen Hauts-de-France i norra Frankrike. Kommunen ligger  i kantonen Charly-sur-Marne som ligger i arrondissementet Château-Thierry. År 2022 hade Montreuil-aux-Lions 1 328 invånare.

## Befolkningsutveckling
Antalet invånare i kommunen Montreuil-aux-Lions
Referens: INSEE